# 쇼핑 호스트
쇼핑 호스트(영어: home shopping host) 또는 쇼호스트는 홈쇼핑 채널에서 생방송 프로그램을 진행하며 게스트와 파트너를 이뤄 상품의 품질이나 특징을 설명하는 것을 도와주는 사람이다.